# Never Surrender Never Give In
Never Surrender Never Give In är en EP av det svenska oi!-/streetpunkbandet Guttersnipe, utgiven 1998. Skivan utgavs på CD av svenska Sidekicks Records och på 7"-vinyl av österrikiska DSS Records.

## Låtlista
Där inte annat anges är låtarna skrivna av Guttersnipe.
1. "Never Surrender Never Give In" - 3:03
2. "Riot in the City" - 2:35
3. "Pride & Dignity" - 3:03
4. "Rapist" - 2:46
5. "The Harder They Come" (Jimmy Cliff) - 2:14
6. "Stick Together" - 2:11

### Fotnoter
1. 1 2  ”Never Surrender Never Give In”. Discogs.com. http://www.discogs.com/Guttersnipe-Never-Surrender-Never-Give-In/release/1531953. Läst 15 april 2012.